# La Bena
La Bena és una muntanya de 555 metres que es troba al municipi de Begues, a la comarca del Baix Llobregat.